# سوفی هیلبراند
سوفی هیلبراند (انگلیسی: Sophie Hilbrand؛ زادهٔ ۵ اکتبر ۱۹۷۵) هنرپیشه، مجری تلویزیون، و مجری اهل پادشاهی هلند است.